# جانور (فیلم ۲۰۱۴)
جانور (انگلیسی: Animal) فیلمی در ژانر ترسناک است که در سال ۲۰۱۴ منتشر شد.

## بازیگران
- آمائوری نولاسکو
- الیزابت گیلیس
- جرمی سومپتر
- جوی لورن آدامز
- کیکه پلامر
- پارکر یونگ